# Emil Gărgorov
Emil Gărgorov (bulgară Емил Гъргоров) (n. 15 februarie 1981, Sofia, Bulgaria) este un fotbalist bulgar care evoluează la echipa Ludogoreț Razgrad pe postul de mijlocaș. De asemenea este și un fost component al echipei naționale de fotbal a Bulgariei.

## Carieră
'Migdala' și-a început activitatea de fotbalist profesionist la Lokomotiv Sofia, iar după transferul la ȚSKA Sofia a reușit să-și treacă în palmares și primele trofee din carieră, la ȚSKA a fost coechipier cu Valentin Iliev și Eugen Trică, în anul 2006 a ajuns în Franța, fiind cumpărat de RC Strasbourg, grupare la care a jucat 4 ani, atât în Ligue 1, cât și în Ligue 2.
La nivel intercluburi, se poate mândri cu o seară magică în turul I al Cupei UEFA, din anul 2002, când a fost autorul a două goluri și al unei pase de gol contra englezilor de la Blackburn Rovers, pe când evolua pentru ȚSKA Sofia.
Pe 17 iunie 2010 a semnat cu Universitatea Craiova la recomandarea fostului său coleg Valentin Iliev, iar imediat după semnarea contractului cu Universitatea a declarat:  "Am venit aici pentru a juca în Europa League sau poate în Champions League, Vali Iliev mi-a vorbit frumos despre acest club, și sperăm să reușim ce ne-am propus. Cred în ce mi-a spus Vali despre Craiova. Sper să prind și naționala din nou. Am semnat pe doi ani și-mi doresc să marchez cât mai multe goluri pentru Universitatea Craiova." 

## Titluri
| Sezon     | Club       | Titlu          |
| --------- | ---------- | -------------- |
| 2002-2003 | ȚSKA Sofia | A PFG          |
| 2004-2005 | ȚSKA Sofia | A PFG          |
| 2006      | ȚSKA Sofia | Cupa Bulgariei |
| 2007-2008 | ȚSKA Sofia | A PFG          |